# Marcello Mimmi

Kardinalswappen von Marcello Mimmi

Marcello Kardinal Mimmi (* 18. Juli 1882 in Poggio di Castel San Pietro Terme, Provinz Bologna, Italien; † 6. März 1961 in Rom) war ein italienischer Geistlicher, Erzbischof von Neapel und später Kurienkardinal der römisch-katholischen Kirche.

## Leben
Marcello Mimmi erhielt seine theologische und philosophische Ausbildung am Priesterseminar von Bologna und empfing am 23. Dezember 1905 das Sakrament der Priesterweihe. Von 1905 bis 1930 gehörte er dem Lehrkörper des Priesterseminars von Bologna an und arbeitete daneben als Gemeindeseelsorger. Ab Juli 1916 war Mimmi als Militärseelsorger für Kriegsgefangene zuständig, ehe er Anfang 1919 aus der Armee entlassen wurde. Ende der zwanziger Jahre leitete er das Regionalseminar der Romagna.
Am 30. Juni 1930 ernannte ihn Papst Pius XI. zum Bischof von Crema. Die Bischofsweihe empfing er am 25. Juli 1930 durch Giovanni Kardinal Nasalli Rocca di Corneliano. Aufgrund seines Einsatzes für die arme Bevölkerung von Crema nannte man Mimmi bald Bischof der Armen. Am 31. Juli 1933 wurde er zum Erzbischof von Bari ernannt. In dieser Funktion überzeugte er 1946 den damaligen jungen Strafrechtsprofessor Aldo Moro, bei der Wahl zur Verfassunggebenden Versammlung Italiens für den Wahlkreis Bari anzutreten und setzte damit den Impuls für Moros politische Laufbahn.
Papst Pius XII. ernannte ihn 1952 zum Erzbischof von Neapel und nahm ihn ein Jahr im Konsistorium am 12. Januar 1953 darauf als Kardinalpriester mit der Titelkirche San Callisto in das Kardinalskollegium auf. Marcello Mimmi leitete mehrere Päpstliche Gesandtschaften in Italien und im Ausland. 1957 wurde er Sekretär der Konsistorialkongregation und legte die Leitung des Erzbistums Neapel im folgenden Jahr nieder. 1958 wurde er zum Kardinalbischof von Sabina-Poggio Mirteto erhoben. Kardinal Mimmi nahm auch am Konklave 1958 teil, in dem Papst Johannes XXIII. gewählt wurde.
Marcello Mimmi starb am 6. März 1961 aufgrund von Nierenbeschwerden in Rom und wurde in der Kathedrale von Magliano Sabina beigesetzt. Nach seinem Tod wurden zahlreiche Nachrufe veröffentlicht, unter anderem von Johannes XXIII. und Giacomo Kardinal Lercaro, der besonders seine bescheidene Lebensweise lobte.